# Sông Drut
Drut, Druts hay Druć (tiếng Belarus: Друць, [drut͡sʲ]; tiếng Nga: Друть, [drutʲ]) là một sông tại Belarus, là phụ lưu hữu ngạn của sông Dnepr. Sông khởi nguồn tại cao nguyên Orsha thuộc rặng núi Belarus, chảy qua các tỉnh Vitebsk, Mogilev và Gomel của Belarus. Sông dài 295 kilômét (183 mi), diện tích lưu vực là 5.020 kilômét vuông (1.940 dặm vuông Anh).
Lưu lượng nước trung bình hàng năm tại cửa sông là 31,6 m³/s. Tổng chênh lệch độ cao giữa đầu nguồn và cửa của sông là 105,2 m, độ dốc trung bình của mặt nước là 0,4‰. Tổng chiều dài của các dòng chảy trong hệ thống sông Drut là 2000 km, mật độ của mạng lưới sông là 0,39 km/km².
Phần lớn chiều dài sông chảy trên đồng bằng Trung tâm Berezinsky. Thung lũng sông rộng 1,5-2,5 km. Bờ tả dốc thoai thoải hơn, bờ hữu dốc vừa phải. Đặc điểm của chế độ nước là lũ mùa xuân chiếm 54% lượng nước chảy hàng năm, 
mực nước lũ lớn nhất vào đầu tháng 4.
Các thành phố Tolochin và Rogachev nằm ven sông Drut. Hồ chứa nước Chihirin trên sông Drut có diện tích lưu vực 21,1 kilômét vuông (8,1 dặm vuông Anh).
Các phụ lưu hữu ngạn là Krivaya, Neroplya, Vabich, Orlyanka, Bolonovka, Greza. Các phụ lưu tả ngạn là Oslik, Malysh, Dolzhanka, Dobritsa.